# Шарль Орлеанский, герцог де Пентьевр
Шарль Фердинанд Луи Филипп Эммануэль Орлеанский (фр. Charles-Ferdinand-Louis-Philippe-Emmanuel d’Orléans, 1 января 1820, Париж — 25 июля 1828, Нёйи-сюр-Сен) — французский принц, герцог де Пентьевр. Сын короля Франции Луи-Филиппа I и королевы Марии Амалии Неаполитанской.

## Жизнь
Шарль Орлеанский родился 1 января 1820 года в Пале-Рояль, официальной городской резиденции Орлеанского дома с 1692 года. Его домашним прозвищем было «Пимпин».
Он был четвёртым из шести сыновей в семье. Он родился на месяц раньше срока, и все думали, что он не выживет. Он выжил, но был физически слабым и умственно отсталым. За ним ухаживал слуга по имени Джозеф Уджинет, который очень его любил.

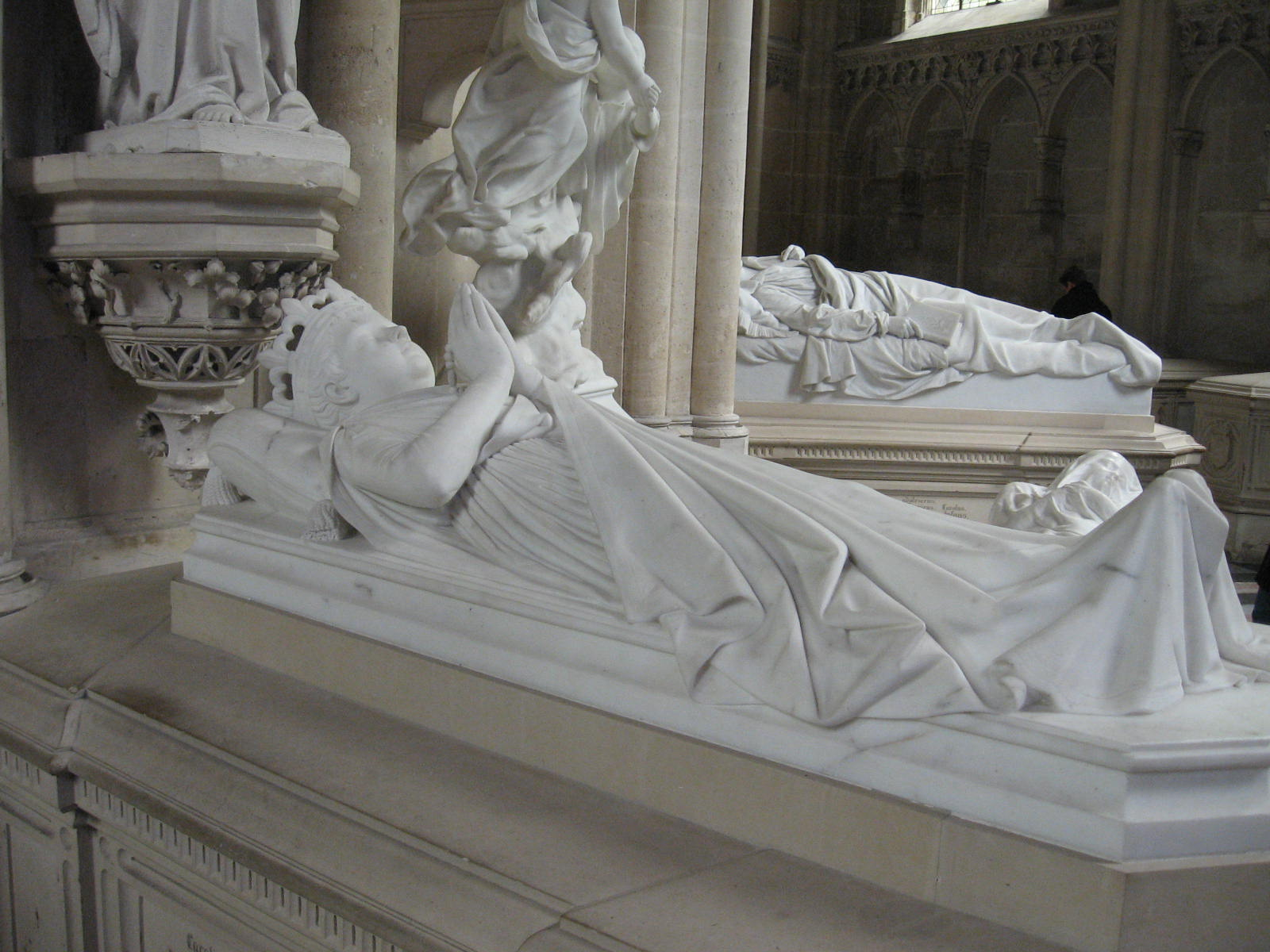
Гробница Шарля Орлеанского в Дрё

Шарлю был дарован титул герцог де Пентьевр, который перешёл к Орлеанскому дому по наследству; бабушка Шарля по отцовской линии Мария-Аделаида де Бурбон, унаследовала огромное состояние и титул от своего отца до революции. Таким образом, Орлеаны была одной из самых богатых домов в Европе.
Он умер в Шато-де-Нёйи на окраине Парижа в 1828 году в возрасте восьми лет. Уджинет писал: «Пимпин умирает от ужасных судорог, 25 июля 1828 года». Среди возможных его потенциальных невест были его двоюродная сестра, принцесса Каролина Августа Бурбон-Сицилийская, также родившаяся в 1820 году. Шарль был похоронен в Королевской капелле в Дрё, месте захоронения членов Орлеанского дома, реконструированном его бабушкой Марией-Аделаидой де Бурбон, которую он никогда не видел. Через два года после его смерти, 9 августа 1830 года, его отец стал королём Франции.